# La portatrice di pane (film 1911)
La portatrice di pane è un film del 1911 diretto da Romolo Bacchini.